# Клейман, Владимир Леонидович
Владимир Леонидович Клейман (11 ноября 1930 — 7 апреля 2014) — советский и российский учёный и конструктор в области ракетостроения, Герой Социалистического Труда (1975), лауреат Ленинской премии (1964), Государственной премии СССР (1980), премии Совета Министров СССР (1986).

## Биография
Родился в посёлке Дачное Судженского района Западно-Сибирского края (ныне Яйском районе Кемеровской области).
В 1954 году окончил Ленинградский военно-механический институт, получив квалификацию инженера-механика.
С 1954 года работал в городах Златоусте, Миассе Челябинской области, в СКБ № 385 (КБ машиностроения, ФГУП «Государственный ракетный центр „КБ им. академика В. П. Макеева“»): инженер, ведущий конструктор, первый заместитель генерального конструктора — заместитель начальника предприятия, главный научный сотрудник. С 1999 г. заведует кафедрой прикладной газовой динамики Миасского филиала Челябинского государственного университета. В 1969—1986 годах был заместителем главного редактора научно-технического сборника «Ракетно-космическая техника, серия XIV».
Участник серийного освоения производства оперативно-тактических ракет Р-11 и Р-11М. Участник разработки трех поколений стратегических морских комплексов с ракетами Р-11ФМ, Р-21, Р-27, Р-27У, Р-27К, Р-29, Р-29Р, Р-39, Р-29РМ и одиннадцати их модификаций в части проектно-конструкторских разработок и технического обеспечения производства. Предложил ряд оригинальных технических решений в области применения новых конструкций корпусов ракет и совмещения функций их элементов, новых легких конструкционных материалов и теплозащитных покрытий, технологических приемов изготовления цельносварных конструкций, организации технологического обеспечения. Имеет 20 авторских свидетельств на изобретения.
Указом Президиума Верховного Совета СССР в 1975 году за выдающиеся заслуги в разработке и совершенствовании новой техники Владимир Леонидовичу Клейману присвоено звание Героя Социалистического Труда с вручением ордена Ленина и золотой медали «Серп и Молот».
Доктор технических наук (1988), профессор (1987). Автор 31 печатной работы, в т. ч. одной монографии. Действительный член Международной академии информатизации (1995), член-корреспондент Петровской академии наук и искусств (1988).
Умер в Миассе 7 апреля 2014 года на 84-м году жизни. Похоронен на Северном кладбище Миасса.

## Награды
- Медаль «Серп и Молот» (1975)
- Два ордена Ленина (1969, 1975)
- Орден Трудового Красного Знамени (1961)
- Орден «Знак Почёта» (1963)
- Медаль С. П. Королёва (1981)
- Медаль В. П. Макеева (1992)
- Медаль В. П. Глушко (1998)
- Лауреат Ленинской премии (1964)
- Лауреат Государственной премии СССР (1980)
- Лауреат премии Совета Министров СССР (1986)
- Почётный гражданин города Миасса